# Sydthy Kommune
Sydthy Kommune i Viborg Amt blev dannet ved kommunalreformen i 1970. Ved strukturreformen i 2007 blev den indlemmet i Thisted Kommune sammen med Hanstholm Kommune.

## Tidligere kommuner
Sydthy Kommune blev dannet ved sammenlægning af 9 sognekommuner:
| Kommune                 | Folketal 1. januar 1970 | Byer                     |
| ----------------------- | ----------------------- | ------------------------ |
| Bedsted-Grurup          | 1.880                   | Bedsted                  |
| Boddum-Ydby             | 1.338                   | Ydby                     |
| Hassing-Villerslev      | 784                     |                          |
| Helligsø-Gettrup        | 633                     |                          |
| Hurup                   | 2.541                   | Hurup                    |
| Hvidbjerg-Ørum-Lodbjerg | 705                     |                          |
| Skyum-Hørdum            | 1.611                   | Hørdum og Koldby         |
| Vestervig-Agger         | 2.536                   | Krik, Vestervig og Agger |
| Visby-Heltborg          | 692                     |                          |
| I alt                   | 12.720                  |                          |

I 2004 havde kommunen 11.348 indbyggere.

## Sogne
Sydthy Kommune bestod af følgende sogne:
- Agger Sogn (Refs Herred)
- Bedsted Sogn (Hassing Herred)
- Boddum Sogn (Refs Herred)
- Gettrup Sogn (Refs Herred)
- Grurup Sogn (Hassing Herred)
- Hassing Sogn (Hassing Herred)
- Helligsø Sogn (Refs Herred)
- Heltborg Sogn (Refs Herred)
- Hurup Sogn (Refs Herred)
- Hvidbjerg Vesten Å Sogn (Hassing Herred)
- Hørdum Sogn (Hassing Herred)
- Lodbjerg Sogn (Hassing Herred)
- Skyum Sogn (Hassing Herred)
- Vestervig Sogn (Refs Herred)
- Villerslev Sogn (Hassing Herred)
- Visby Sogn (Hassing Herred)
- Ydby Sogn (Refs Herred)
- Ørum Sogn (Hassing Herred)

## Borgmestre[2]
| Periode   | Navn                        | Parti                       |
| --------- | --------------------------- | --------------------------- |
| 1970-1982 | Arne Hyttel                 | Det Konservative Folkeparti |
| 1982-1986 | Ove Lykke                   | Venstre                     |
| 1986-1990 | Arne Hyttel                 | Det Konservative Folkeparti |
| 1990-1994 | Niels Peter Kaastrup-Hansen | Venstre                     |
| 1994-1998 | Arne Hyttel                 | Det Konservative Folkeparti |
| 1998-2002 | Niels Peter Kaastrup-Hansen | Venstre                     |
| 2002-2006 | Arne Hyldahl                | Venstre                     |